# خلاقة (الحد)

تعديل مصدري - تعديل

خلاقـة هي إحدى قرى عزلة الحد بمديرية الحد التابعة لمحافظة لحج، بلغ تعداد سكانها 4934 نسمة حسب تعداد اليمن لعام 2004.